# Ronde van de Ain 2025
De 37e editie van de wielerwedstrijd Ronde van de Ain vond plaats tussen 6 en 8 augustus 2025 in het Franse departement Ain. De start was in Feillens, de finish in Belley. De wedstrijd maakte deel uit van de UCI Europe Tour 2025, in de categorie 2.1. De Belg Cian Uijtdebroeks won de wedstrijd na een lange solo in de slotrit en behaalde zo de eerste profzege in zijn carrière.

## Etappe-overzicht
| Etappe | Datum      | Start                | Finish           | Type    | Afstand  | Winnaar           | Klassementsleider |
| ------ | ---------- | -------------------- | ---------------- | ------- | -------- | ----------------- | ----------------- |
| 1      | 6 augustus | Feillens             | Lagnieu          | Bergrit | 163 km   | Tom Donnenwirth   | Tom Donnenwirth   |
| 2      | 7 augustus | Saint-Vulbas         | Lélex Monts-Jura | Bergrit | 153,1 km | Nicolas Prodhomme | Nicolas Prodhomme |
| 3      | 8 augustus | Plateau d'Hauteville | Belley           | Bergrit | 130,4 km | Cian Uijtdebroeks | Cian Uijtdebroeks |

## Klassementsleiders na elke etappe
| Etappe 0    | Winnaar 0         | Algemeen klassement · | Puntenklassement · | Bergklassement ·  | Jongerenklassement · | Ploegenklassement 0   |
| ----------- | ----------------- | --------------------- | ------------------ | ----------------- | -------------------- | --------------------- |
| 1           | Tom Donnenwirth   | Tom Donnenwirth       | Tom Donnenwirth    | Cian Uijtdebroeks | Robin Donzé          | Groupama-FDJ          |
| 2           | Nicolas Prodhomme | Nicolas Prodhomme     | Nicolas Prodhomme  | Sergio Samitier   | Cian Uijtdebroeks    | Visma \| Lease a Bike |
| 3           | Cian Uijtdebroeks | Cian Uijtdebroeks     | Nicolas Prodhomme  | Cian Uijtdebroeks | Cian Uijtdebroeks    | Visma \| Lease a Bike |
| Eindstanden | Eindstanden       | Cian Uijtdebroeks     | Nicolas Prodhomme  | Cian Uijtdebroeks | Cian Uijtdebroeks    | Visma \| Lease a Bike |

1. ↑  De groene trui werd in de tweede etappe gedragen door David Gaudu, die tweede stond in het puntenklassement.
2. ↑  De groene trui werd in de derde etappe gedragen door Tom Donnenwirth, die tweede stond in het puntenklassement.

1989 · 
1990 · 
1991 · 
1992 · 
1993 · 
1994 · 
1995 · 
1996 · 
1997 · 
1998 · 
1999 · 
2000 · 
2001 · 
2002 · 
2003 · 
2004 · 
2005 · 
2006 · 
2007 · 
2008 · 
2009 · 
2010 · 
2011 · 
2012 · 
2013 · 
2014 · 
2015 · 
2016 · 
2017 · 
2018 · 
2019 ·
2020 · 
2021 · 
2022 · 
2023 · 
2024 · 
2025